# 1829年教宗選舉秘密會議
1829年教宗選舉秘密會議因良十二世在1829年2月10日離世後而召集舉行。會議從1829年2月14日開始，經過35天的投票後，樞機團於1829年3月31日選出方濟各·卡斯蒂廖尼樞機為新教宗，並取名號為「庇護八世」。

## 樞機選舉人
儘管當時共有58位樞機，但由於有8位樞機因種種原因而無法出席，故此只有50位樞機能夠參與該次秘密會議。
| 樞機選舉人分布 |                                              |
| -------------- | -------------------------------------------- |
| 歐洲           | 58                                           |
| 北美洲         | 0                                            |
| 拉丁美洲       | 0                                            |
| 非洲           | 0                                            |
| 亞洲           | 0                                            |
| 大洋洲         | 0                                            |
| 出席選舉人     | 50                                           |
| 缺席           | 8                                            |
| 前任教宗       | 良十二世（1823年至1829年）                   |
| 新任教宗       | 庇護八世（1829年至1830年）                   |
| 否決權         | 法國國王查理十世提出否決 巴爾多祿茂·帕卡樞機 |

以下為出席的部分樞機選舉人：
- 儒略·瑪麗亞·德拉·薩默吉利亞（英语：Giulio Maria della Somaglia），主教級樞機及樞機團團長
- 巴爾多祿茂·帕卡，主教級樞機、樞機團副團長
- 伯多祿·方濟各·加萊菲（英语：Pietro Francesco Galleffi），總務樞機
- 小若瑟·費羅（英语：Giuseppe Firrao, Jr.），司鐸級樞機及首席司鐸（英语：Protopriest）
- 若瑟·阿爾巴尼（英语：Giuseppe Albani），執事級樞機及首席助祭（英语：Protodeacon）
- 方濟各·卡斯蒂廖尼樞機，主教級樞機，後來當選成為教宗庇護八世
- 巴爾多祿茂·亞爾伯·卡佩拉里樞機，司鐸級樞機，未來的教宗額我略十六世

以下為缺席的樞機選舉人：
- 切薩雷·布蘭卡多（義大利語：Cesare Brancadoro），司鐸級樞機
- 方濟各·切薩雷伊·萊奧尼（義大利語：Francesco Cesarei Leoni），司鐸級樞機
- 魯道夫大公，司鐸級樞機
- 帕特里西奧·達·席爾瓦（葡萄牙語：Patrício da Silva），司鐸級樞機
- 泰雷西奥·費雷羅·德拉·馬莫拉（義大利語：Teresio Ferrero della Marmora），司鐸級樞機
- 伯多祿·因關索·里維羅（西班牙语：Pedro Inguanzo Rivero），司鐸級樞機
- 方濟各·沙勿略·西恩富戈斯·伊霍韋亞諾斯（英语：Francisco Javier de Cienfuegos y Jovellanos），司鐸級樞機
- 亞歷山大·桑德爾·魯德奈·德雷庫卡法魯斯（英语：Alexander Rudnay），司鐸級樞機

原則上，參加選舉的樞機可以投票給任何已受洗的成年男性天主教徒（即樞機可以投票給非樞機者）。然而，自1378年以來都是樞機當選教宗。

## 選情

### 選舉過程
2月24日，選舉秘密會議開始，開始時共有40位樞機到場，其餘10位樞機於稍候時間才到場。3月7日早上，樞機團團長就兩位樞機助手的「過分洩露信息」行為而將兩人趕出會場，並將兩人送到聖天使城堡。3月25日，各樞機以為選舉秘密會議可以在這天完結，但最後沒有人當選。3月31日，卡斯蒂廖尼樞機得到36票而可以當選教宗，但他要求多進行一次投票。卡斯蒂廖尼樞機於這次投票中得到47票而正式當選教宗。他選擇「庇護八世」作為他的名號。

### 未經官方證實的各輪投票結果
一些網站中有記載投票結果。然而，這些選舉結果並沒有得到官方證實。樞機如要成功當選教宗，他必須最少要得到34票。以下為35天裏部分的投票結果。
| 樞機                        | 第1輪投票 | 3月20日早上 | 3月28日早上 | 3月31日的第二輪投票 |
| --------------------------- | --------- | ----------- | ----------- | ------------------- |
| 方濟各·卡斯蒂廖尼           | 11        | 22          | 24          | 47                  |
| 巴爾多祿茂·帕卡             | 10        | 11          | 不詳        | 不詳                |
| 埃馬紐埃爾·德格雷戈里奧     | 9         | 15          | 23          | 不詳                |
| 巴爾多祿茂·亞爾伯·卡佩拉里  | 7         | 不詳        | 數張        | 不詳                |
| 儒略·瑪利亞·德拉·薩默吉利亞 | 不詳      | 不詳        | 數張        | 不詳                |
| 投票結果                    | 失敗      | 失敗        | 失敗        | 成功                |

## 後續
4月1日早上，新教宗從選舉秘密會議地奎里納萊宮轉到聖伯多祿大殿祝福信眾。教宗入殿後祈禱，50位樞機則表明自己會服從新教宗。
4月5日，庇護八世於聖伯多祿大殿加冕，正式成為天主教第253任教宗。這次教宗選舉秘密會議亦於加冕禮後完結。

## 資料來源
1. 1 2 3 4 5 6  . The Hierarchy of the Catholic Church.   [2017-05-05]. （原始内容存档于2020-11-08） （英语）.
2. 1 2 3 4 5 6  John Paul Adams. . California State University Northridge.   [2017-05-05]. （原始内容存档于2016-03-03） （英语）.
3. 1 2  Editors of Encyclopædia Britannica. . Encyclopædia Britannica.   [2017-05-05]. （原始内容存档于2016-04-21） （英语）.
4. ↑  Valérie Pirie. . Pickle Publishing.   [2017-05-05]. （原始内容存档于2020-08-20） （英语）.
5. ↑  Frank J. Coppa. . Routledge. 2016-07-01: 第63頁  [2017-05-06]. （原始内容存档于2019-09-01） （英语）.
6. ↑   Richard Temple-Nugent-Brydges-Chandos-Grenville, 1st Duke of Buckingham and Chandos. . London: Hurst and Blackett. 1862: 第120至122頁 （英语）.
7. ↑  . Holy See.   [2017-05-06]. （原始内容存档于2016-11-17） （英语）.